# Láomedón

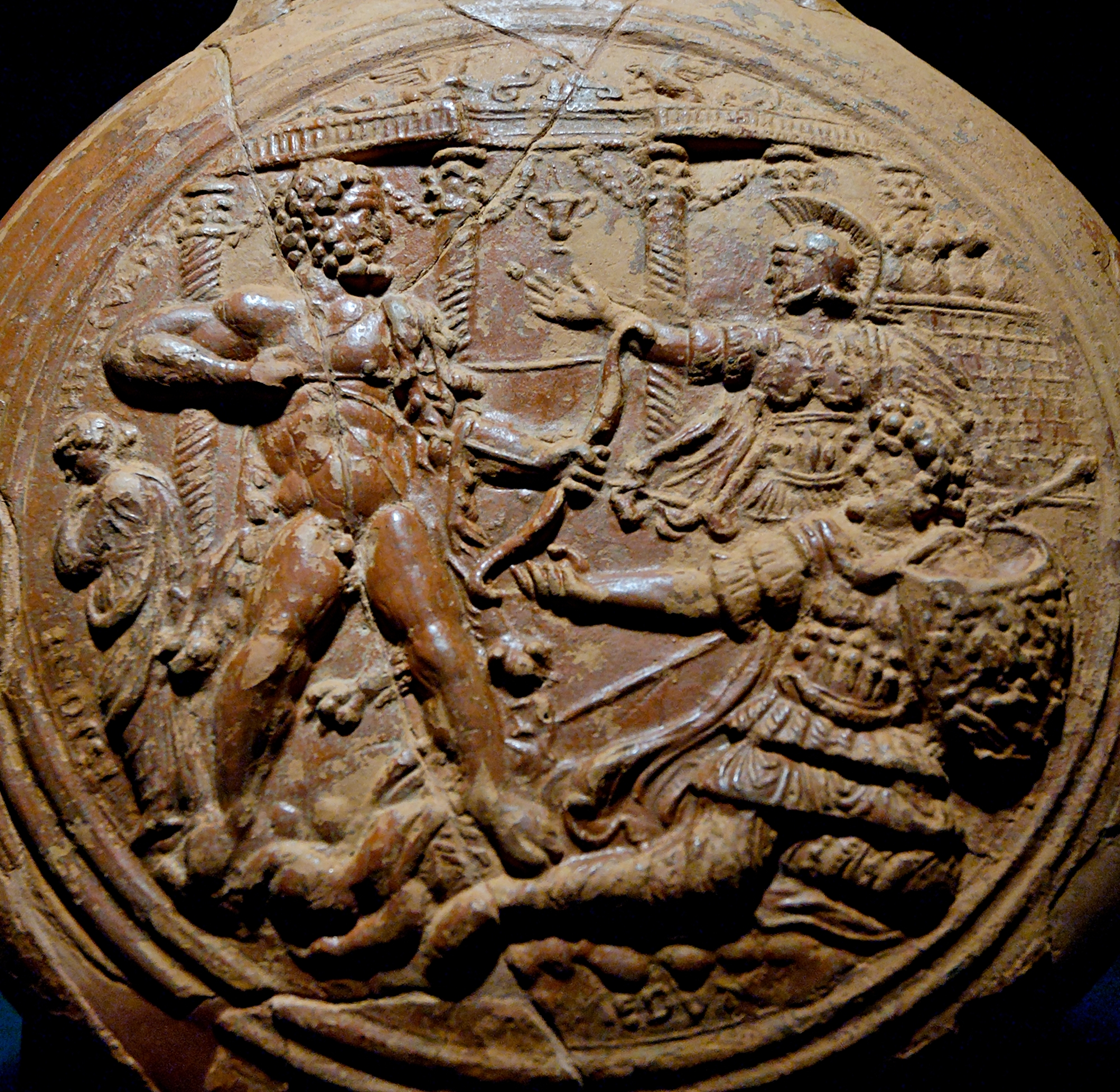
Héraklés se chystá zabít Láomedóna

Láomedón (řecky Λαομέδων, latinsky Laomedon) byl v řecké mytologii předposlední trojský král, syn zakladatele Tróje Íla a jeho manželky Eurydiky.
Byl to proradný muž. Slíbil odměnu bohu Apollónovi a bohu moří Poseidónovi za to, že mu pomohli z Diova příkazu postavit trojské hradby. Když bylo hotovo, odměnu jim upřel. Bohové seslali na město trest: Poseidón mořskou obludu, která požírala lidi, Apollón pak zemi potrestal morem. Město se mohlo vykoupit jedině tím, že mořské obludě obětuje královu dceru Hésioné.
V té době přišel do města hrdina Héraklés, který byl ochoten zachránit královskou dceru, po jejím otci však za to žádal, aby mu vydal vzácné koně, které králův děd dostal od samotného Dia. Láomedón to bez meškání slíbil, když však obluda byla zabita a dcera volná, svůj slib opět nesplnil.
Héraklés přísahal pomstu. Když po nějaké době skončila jeho služba u mykénského krále Eurysthea, vrátil se se šesti loďmi k Tróji, dobyl město a zabil Láomedonta i všechny jeho děti kromě Hésioné a Podarka, kteří už padli do zajetí.
Podarkés byl později nazýván Priamos, to znamená „Vykoupený“, se potom stal Láomedontovým následovníkem na trojském trůnu. Vládl až do dne, kdy slavnou Tróju zničili Achájci.